# 龐特卡薩魯岧水道
龐特卡薩魯岧水道（英語：Pontcysyllte Aqueduct and Canal）是英國的一處世界文化遺產。位於威爾士西北部，雷克斯漢姆的郊外。包括了水道橋和運河。水道橋上的運河可承載船隻航行。龐特卡薩魯岧水道完成於1805年，是英國最長和最高的水道橋，被指定為英國一級登录建筑。現在水道橋上每年有超過10000艘船舶航行。在2009年6月27日，龐特卡薩魯岧水道被列入世界文化遺產。

## 外部連結
- Aerial photo at Windows Live Local （页面存档备份，存于）
- There really is a plug in the bottom! (BBC local news pictures.) （页面存档备份，存于）
- Construction visualisation video（页面存档备份，存于）

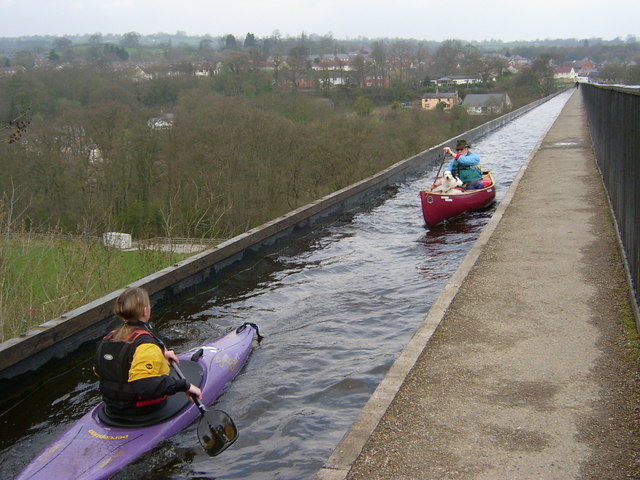

- Articles on the construction of the Pontcysyllte Aqueduct from the Royal Commission on Ancient and Historical Monuments of Wales